# Cisliano
Cisliano é uma comuna italiana da região da Lombardia, província de Milão, com cerca de 3.302 habitantes. Estende-se por uma área de 14 km², tendo uma densidade populacional de 236 hab/km². Faz fronteira com Sedriano, Bareggio, Vittuone, Corbetta, Cusago, Albairate, Gaggiano.

## Demografia
| Variação demográfica do município entre 1861 e 2011                               |
|                                                                                   |
| Fonte: Istituto Nazionale di Statistica (ISTAT) - Elaboração gráfica da Wikipedia |